# Vilma Espín
Vilma Lucila Espín Guilloi (7 tháng 4 năm 1930 – 18 tháng 6 năm 2007) là một nhà cách mạng, nhà hoạt động nữ quyền và kỹ sư hoá học người Cuba. Bà có công hỗ trợ tổ chức Phong trào 26 tháng 7 cho Cách mạng Cuba với tư cách là một điệp viên ngầm, đồng thời đóng vai trò tích cực trong Chính phủ Cuba từ sau cách mạng cho đến khi bà qua đời. Là một nhà hoạt động nữ quyền kiên quyết, Espín đã giúp thành lập Hội Liên hiệp Phụ nữ Cuba và thúc đẩy quyền bình đẳng cho phụ nữ Cuba.
Bà là Chủ tịch Hội Liên hiệp Phụ nữ Cuba (1960–2007) đồng thời là Đệ nhất Phu nhân Cuba dưới hai đời Chủ tịch Cuba: anh chồng Fidel Castro (1976–2006) và sau đó là chồng bà Raúl Castro (2006–2007).

## Thân thế
Vilma Espín Guillois sinh ngày 7 tháng 4 năm 1930 tại Santiago de Cuba , con gái của một luật sư Cuba giàu có, Jose Espín và vợ Margarita Guillois. Bà có bốn chị em Nilsa, Iván, Sonia and José. Espín học tiểu học tại Academia Pérez-Peña và học ballet và hát tại  Asociación Pro-Arte Cubano trong những năm 1940. Trong những năm 1950, Espín nghiên cứu công nghệ hóa học tại Đại học Oriente, Santiago de Cuba (bà là một trong những phụ nữ đầu tiên ở Cuba nghiên cứu về vấn đề này), và học cao học tại MIT, Cambridge, Massachusetts.

## Vai trò trongCách mạng Cuba

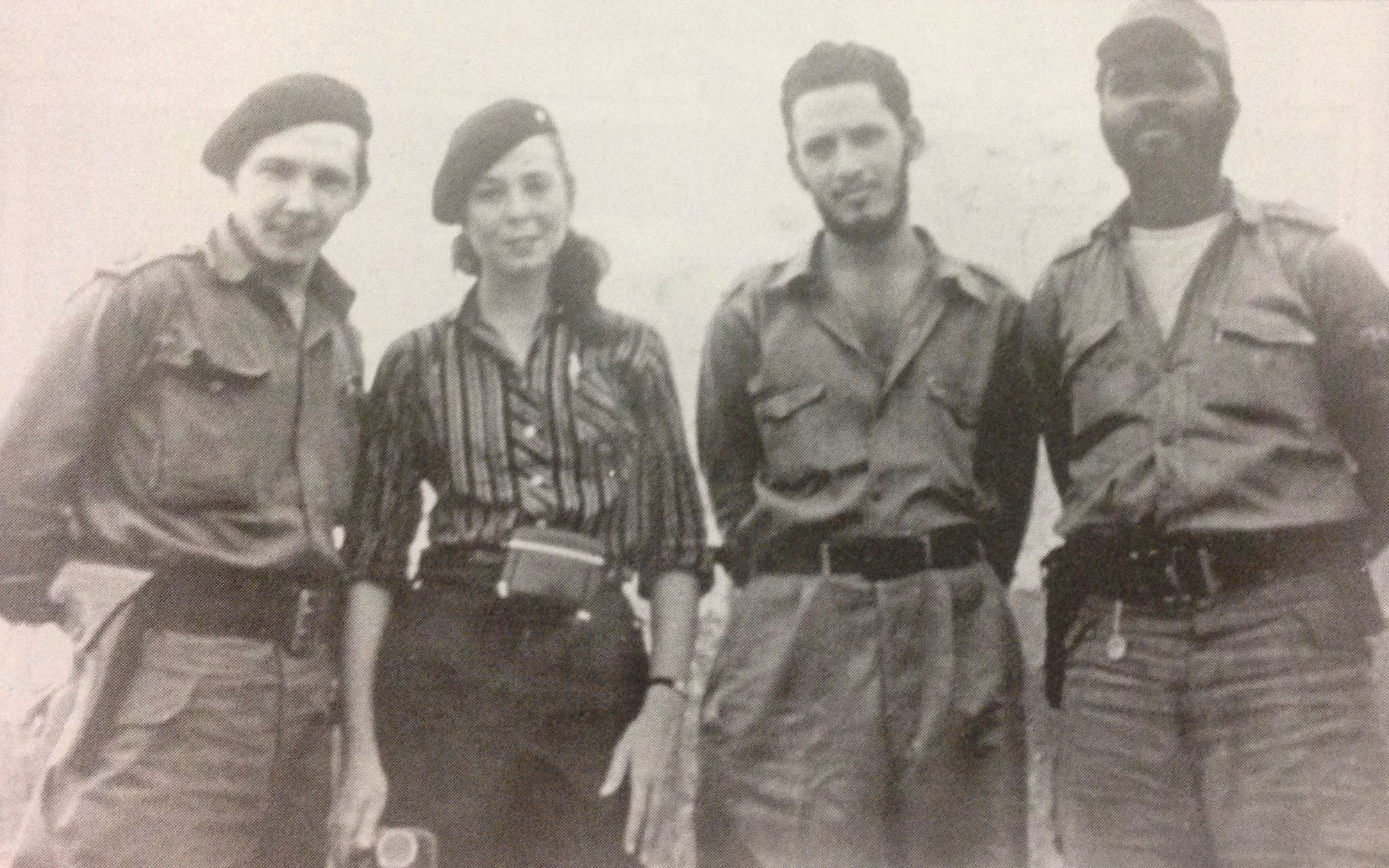
Raul Castro, Vilma Espín, Jorge Risquet và José Nivaldo Causse (năm 1958)

Trở về Cuba, bà tham gia vào nhóm đối lập với nhà độc tài Fulgencio Batista. Một cuộc họp với  nhà lãnh đạo cách mạng Frank País dẫn bà trở thành một nhà lãnh đạo phong trào cách mạng ở tỉnh Oriente. Espín gặp anh em Castro, những người đã chuyển tới México sau thất bại của cuộc tấn công vào doanh trại Moncada. Espin làm việc như một giao liên giữa Phong trào 26 tháng 7 ở Mexico và Pais ở Cuba. Sau đó, bà đã giúp đỡ những người cách mạng ở Sierra Maestra sau khi Phong trào 26 tháng 7 trở về Cuba trên con tàu Granma. Espin và Raul kết hôn vào ngày 26 tháng năm 1959.
Vilma Espin là một trong những nhà cách mạng Cuba quan trọng nhất, có nhiệm vụ ngăn chặn bất kỳ sự can thiệp nào từ chính phủ Hoa Kỳ. Vào năm 1957, tướng Lyman Kirkpatrick của CIA đã được gửi đến tỉnh Oriente để tìm hiểu có hay không việc Phong trào 26 tháng 7 có mối quan hệ với cộng sản. Ông ta đã gặp gỡ một số nhà tài trợ chính của Cách mạng. Lớn nhất trong số này là công ty Bacardi Corp, nơi cha của Vilma Espin là luật sư chính. Espin đã đồng ý gặp gỡ với Tướng Kirkpatrick. Khi được hỏi về mối quan hệ giữa Fidel Castro, Raul Castro và Che Guevara với cộng sản, bà nói rằng những tuyên bố đó là nực cười: "Tất cả cáo buộc đó là tin đồn của Batista."

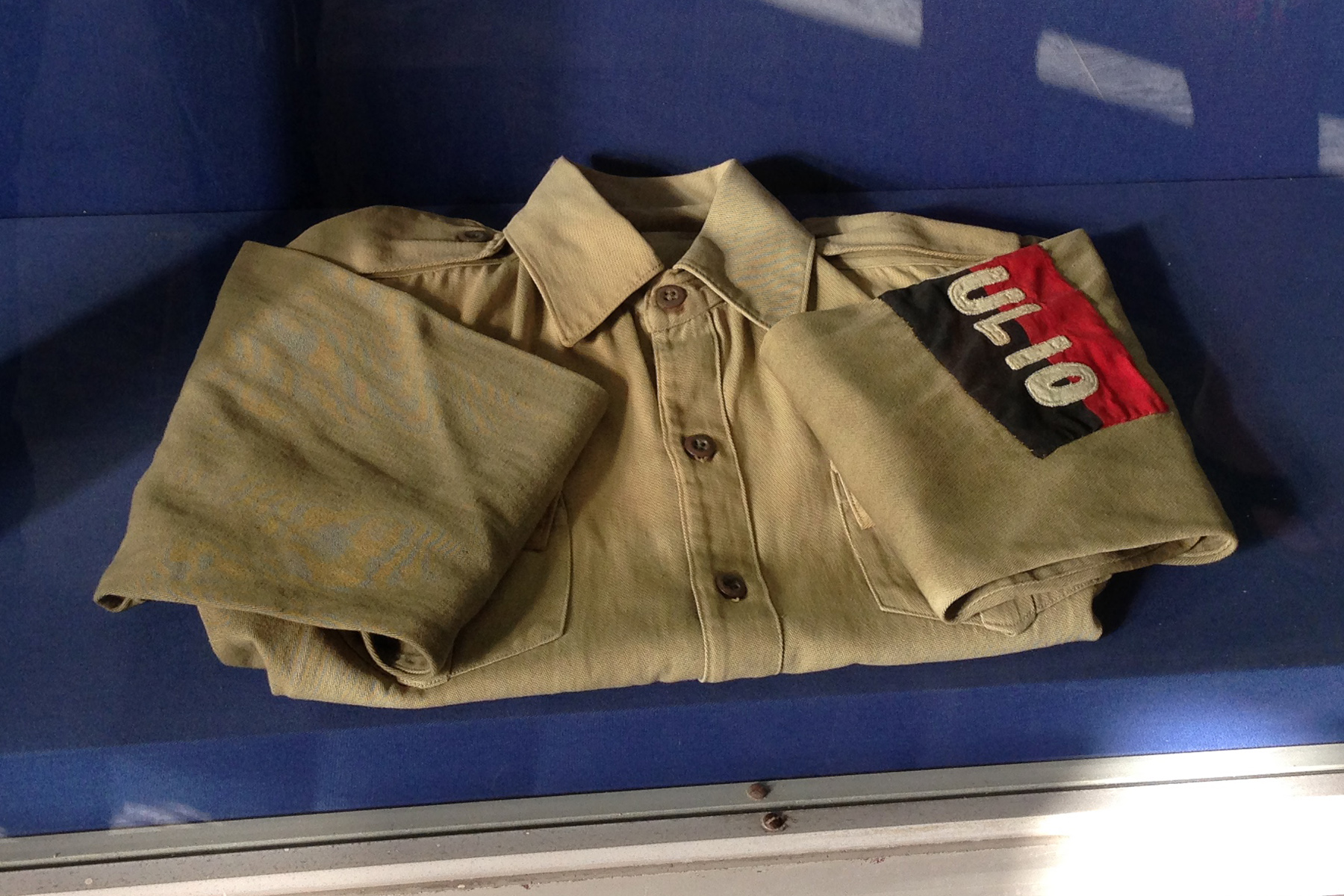
Bộ quân phục của Vilma Espin

Vilma Espin là một người ủng hộ bình đẳng giới tính ở Cuba. Bà tham gia vào cuộc cách mạng thay đổi quan niệm về giới tính ở Cuba. Năm 1960, Espin trở thành Chủ tịch Hội liên hiệp phụ nữ Cuba (Federacion de Mujeres Cubanas). Bà ủng hộ quyền được biết chữ và làm việc của phụ nữ, và dạy phụ nữ kỹ năng cơ bản trong y tế, giáo dục. Trong năm 1960, khi nhà máy đường và cánh đồng mía của Cuba bị tấn công trước khi diễn ra Sự kiện Vịnh Con Lợn, Hội liên hiệp phụ nữ Cuba thành lập Lữ đoàn ứng cứu khẩn cấp y tế để huy động phụ nữ chống lại lực lượng phản cách mạng. Các giá trị được tạo ra bởi Espin đã được chia sẻ bởi Fidel Castro và Hội đồng Bộ trưởng Cuba. Vào năm 1966, Fidel Castro có một bài phát biểu quốc gia, kêu gọi phụ nữ tham gia lực lượng lao động. Bởi vì những người phụ nữ tham gia lao động dành thời gian ít hơn ở nhà với con cái của họ, Hội liên hiệp phụ nữ Cuba thành lập các trung tâm chăm sóc trẻ em cho lao động phụ nữ.

## Vai trò trong Chính phủ Cuba
Espín là Chủ tịch Hội liên hiệp phụ nữ Cuba từ khi thành lập năm 1960 cho đến khi bà qua đời.  Bà cũng từng là Ủy viên Hội đồng Nhà nước Cuba, cũng như một uỷ viên của Ban Chấp hành Trung ương và Bộ Chính trị của Đảng Cộng sản Cuba từ năm 1980 đến năm 1991.
Espín là Trưởng đoàn Đoàn Đại biểu Cuba tại Hội nghị Châu Mỹ la tinh về phụ nữ và trẻ em lần thứ nhất tại Chile vào tháng 9 năm 1959. Bà cũng là Trưởng đoàn Cuba tại các Hội nghị về Phụ nữ tổ chức ở México, Copenhagen, Nairobi và Bắc Kinh.

## Qua đời
Espín qua đời tại Havana lúc 4:14 giờ chiều ngày 18 tháng 6 năm 2007, sau một căn bệnh. Lễ tang chính thức bắt đầu từ 8 giờ tối ngày 18 tháng sáu đến 10 giờ chiềungày 19 tháng sáu. Fidel Castro đọc điếu văn tại lễ tang Espín, ca ngợi đức tính và những thành tựu của bà. Thi thể của Vilma Espín được hỏa táng và bà an nghỉ tại Frank País Mausoleum, Municipio II Frente, tỉnh Santiago de Cuba, Cuba.

## Gia đình
Espín và Raúl Castro có bốn người con (Deborah, Mariela, Nilsa và Alejandro Castro Espín) và bảy cháu. Con gái của bà, Mariela Castro, hiện đang đứng đầu Trung tâm Giáo dục giới tính Quốc gia Cuba, và con trai bà, Alejandro Castro Espín, là một Đại tá ở Bộ Nội vụ.